# TT型肝炎
TT型肝炎（ティーティーがたかんえん）は、近年、日本人科学者によって報告されたウイルス性肝炎の一種。
1997年に自治医科大学の真弓忠らが、原因不明の輸血後肝炎の患者の血清から、肝炎発症前の血清中には存在せず、肝炎急性期の血清中にのみ存在する、長さ約500塩基対の特異遺伝子クローン（N22クローン）の分離に成功し、患者のイニシャルにちなんで「TTV」と命名した。TTVはその発見からの約2年間で、全遺伝子構造が解明され、遺伝子変異が顕著で、数多くの遺伝子型が認められることが明らかになった。
TTVはサルコウイルス科に属するが、これまでのところ肝炎ウイルスと認知されるに至っていない。TTV感染が、肝疾患の発症とどのように関連するのかについては今後の研究が待たれる。